# Daniel Wiegel
Daniel Wiegel escritor boêmio alemão, passou 20 anos no Brasil. Morou a maior parte do tempo em São Paulo, no bairro do Ipiranga. Seus textos tratam do cotidiano boêmio em que frequentemente era encontrado e de amores fracassados. Sua poesia é visceral. Participou de conjuntos de música experimental com o produtor paulista Olerud e colaborou com revistas independentes de contracultura. Atualmente vive na Europa, em uma cidade próxima de Bratislava.